# 忘却的旋律
《忘却的旋律》是由GJK原创的漫画、动画作品。GJK是GAINAX、J.C.STAFF、角川书店（Kadokawa）的首字母的缩写。台灣在2008年10月10日於緯來綜合台獨家首播

## 登場人物

### 人類
- 波卡・塞萊納迪（另譯：牧歌）（ボッカ・セレナーデ）（配音員：桑島法子（日本）；劉傑（台灣））

本作的主角，專長射箭。憧憬成為梅洛斯的戰士（旋律戰士）。由於目睹了黑船和怪獸之間的戰鬥而覺醒。
遇到小夜子後一起踏上尋找黑船的旅途。他的機甲神駒叫艾蘭維塔爾（Elan Vital，另譯為「巨羚‧維特魯」）。
左肩上有旋律聖痕，在本劇第八集學得了鳴弦「小夜曲之心」。原先持有的弓在第九集被阿光的迴力鏢打斷，之後以機甲神駒其中構造一體成型變形的弓為武器[並內建抬頭顯示器],會運用箭矢「閃光」。
- 月之森小夜子（配音員：淺野真澄（日本）；陶敏嫻（台灣））

愛慕黑船的少女，本身也是扒手。曾經被父母獻給怪獸作為牺牲品，但被黑船所救。套在其雙手上的鎖鏈可以感知愛慕之人所在位置。和波卡一起尋找黑船卻產生了感情。哥哥是怪獸同盟代理人之一。
- 黑船・巴拉德（配音員：宮本充（日本）；官志宏（台灣））

第一個出現的梅洛斯的戰士，以十字弓攻擊；上頭有可瞄準目標的抬頭顯示器。的機甲神駒為「美洲虎太陽號」，具有飛行能力。
- 忘卻的旋律（配音員：能登麻美子（日本）；馮美麗（台灣））

她是一位只能藉由旋律戰士的眼睛才能被看到的神秘少女[永遠不老的幻影]，目前似乎存在於旋律劇場，據說只要救出她就能拯救這個世界。
- 津奈木（武藏野三郎）（配音員：松岡文雄（日本）；官志宏（台灣））

一位資深的機械技工，專長為維修機甲神駒，在橋墩下的簡陋廠房工作。他在「猿人灣」篇中將太空船「發動機一號」自爆並且犧牲自己。
- 園田艾兒（園田エル）（配音員：中原麻衣（日本）；王瑞芹（台灣））

牧歌的同學，戴著一副眼鏡，交情不錯，牧歌都以「眼鏡女」稱呼她；她也是市長的獨生女，被怪獸挑選為「稅」，後因市長的拜託黑船前去搭救，加上牧歌與小夜子趕到，被救出，是牧歌最後道別的人。
- 遠音（配音員：小林沙苗（日本）；王瑞芹（台灣））

「鼠講谷」篇首度出現，梅洛斯的戰士，主要武器為長弓，可使用「鳴弦」；右大腿有旋律聖痕，會運用箭矢「初級閃光」。自從小時遇見空色後，就深深被他所吸引，而放棄了自己畫家未婚夫。
- 可可・尼納納納（ココ・ニンナナンナ）（配音員：田村由香里（日本）；王瑞芹（台灣））

「猿人灣」篇首度出現。梅洛斯的戰士，武裝話劇團「傑譚羅」的成員，十分孩子氣，對牧歌有好感（接過吻）。小時候在百貨商場玩具部門逗留時，被怪獸同盟代理人（Monster Union Agent）綁架，對自己的父母[父為日本首相]沒有印象。主要武器為短弓，內建抬頭顯示器，亦可使用鳴弦能力「寧奈之心」；右臉頰有旋律聖痕，可運用箭矢「佛卡特」。常常說：「生是阿呆，死是阿呆，都是阿呆，那就好好活著吧。」

### 艾巴機器（機甲神駒）
- 天空藍（空色）（スカイブル）（配音員：保志總一朗（日本））

遠音的艾巴機器，屬於獨角獸系列（可以變成人的樣子）；具有飛行能力。遠音對他一見鍾情。
- 庫隆（クロン）（配音員：浪川大輔（日本）；劉傑（台灣））

獨角獸系列艾巴機器，為武裝話劇團「傑譚羅」的成員，具有徒手破壞卡車的怪力，並擅長使用瑞士刀。
- 阿光（ヒカリ）（配音員：宮崎一成（日本）；梁興昌（台灣））

獨角獸系列艾巴機器，為武裝話劇團「傑譚羅」的成員，也是個滑板高手；擅長使用迴力鏢，而且拳腳都有蠻力。之後成為可可所騎乘的機甲神駒。
- 尼克（ニック）（配音員：原澤勝廣（日本）；官志宏（台灣））

獨角獸系列艾巴機器，為武裝話劇團「傑譚羅」的成員，在三人組中居領導地位。

### 怪獸
- 索羅／怪獸王（配音員：サエキトモ（日本））

當前的怪獸王，曾是梅洛斯的戰士。之前曾親手將上一代的怪獸王S二世殺死，但是忘卻的旋律曾警告過他，群龍無首的怪獸就會開始暴動，會將災難擴大，於是他不得已接替怪獸王的位子；現今他的怪獸王封號為「S三世」。喜歡獨自一人唱歌（？！）
- 赫魯／米諾陶諾斯（配音員：森久保祥太郎（日本）；劉傑（台灣））

第一個出現的怪獸，居住在迷宮中，是黑船的死敵；特別喜歡生吃活人並反覆的反芻。具有將看見自己真面目的人變成人偶的可怕能力，不過對旋律戰士和機甲神駒無效。
- Tamakorogashi（配音員：小菅真美（日本））
- 紅髪少女（配音員：齊藤梨繪（日本）；陶敏嫻（台灣））

本身具有放出毒蛇並將周圍的人石化的能力。她會藉由在人類身上烙印的方式接收「怪獸同盟」的代理人。
- 潘

拿著直笛的少年。

### 怪獸組織首領（怪獸同盟代理人）
顧名思義，幫怪獸代勞，提供"稅"。會以「剛好適合解放。」或「剛好適合改革。」叫出機械怪獸。對於怪獸或同業的招呼是「萬歲，怪獸同盟。」
- 午夜雛子（Midnight Hiyoko）（配音員：天野由梨（日本）；王瑞芹（台灣））

在「白夜岬」篇首度登場，原為旅館老闆娘「濱崎敬子」。年輕時覺得對未來失望而將靈魂出賣給「怪獸同盟」。操作著一具長相接近雞的形狀的機械怪獸。
- 蜜里歐尼亞（Millionaire Beaver）（配音員：久川綾（日本）；馮美麗（台灣））

在「鼠講谷」篇出現，原名「金谷蜜里」(成為百萬富翁的老鼠)。兒時與遠音在山間小路迷路，看見了紅髮少女並跟隨她，之後被接收成為代理人。操作著一具老鼠外型的機械怪獸。
- 哈司爾‧蒙基（Hustle Monkey）（配音員：真殿光昭（日本）；梁興昌（台灣））

在「猿人灣」篇出現，原為海邊工廠的廠長「橋本優」；事實上正進行著奴役猿人的邪惡勾當。操作著一具猩猩外型的機械怪獸。
- 艾勒克多立克‧希普（Electric Sheep）（配音員：小林由美子（日本）；陶敏嫻（台灣））

在「東京車站」篇出現，操作著一具羊頭外型的機械怪獸，可藉由外圍旋轉的閃電光球[電器羊]進行攻擊與平面防禦。
- 笛絲卡特‧烏利珀（Discount Uribou）（配音員：鷹森淑乃（日本）；陶敏嫻（台灣））

在「圈外圈」篇出現，原名為「豬村步端」。似乎與遠音有過節。操作一具豬頭外型的機械怪獸，最喜歡奶油球可樂。
- 古魯伯爾‧亞瑪奈克（Global Wildcat）（配音員：置鮎龍太郎（日本）；官志宏→梁興昌（ep.23）（台灣））

在「迷宮島」篇出現中與牧歌作戰。操作一具老虎外型的機械怪獸，具有可癱瘓機甲神駒的「全球噪音加農」能力。
- 拉奇‧撒拉雷多（Lucky Thoroughbred）（配音員：松本保典（日本）；官志宏（台灣））

在「幸運河」篇出現，自詡為「世界上最特別的男人」，誘拐少男少女獻祭怪獸；於本區域中的多座水門塔上安裝了遙控炸彈。操作著一具木馬外型的機械怪獸，也會運用「全球噪音加農」對機甲神駒造成傷害。實際身分是小夜子的親哥哥。
- 芙萊因‧邦妮（Flying Bunny）（配音員：白鳥由里（日本）；陶敏嫻（台灣））

在「幸運河」篇首度出現，身穿兔女郎服裝。操作一具兔子外型的飛行機械怪獸，還有空中飛行滑板，可發射胡蘿蔔飛彈。似乎跟拉奇‧撒拉布雷多相處不好。喜歡胡蘿蔔汁汽水。
- 柴爾德‧多拉貢（Child Dragon）（配音員：山口健（日本）；梁興昌（台灣））

「怪獸同盟」的領導人，統率所有的代理人。「圈外圈」篇中坐鎮於「發動機二號」裡發號施令；似乎愛看電視打發時間。操作一具雙頭龍型機械怪獸。喜歡唱卡拉OK（？！）喜歡「猛龍生啤酒」。
- 有事沒事

怪獸同盟代理人和怪獸之間的通訊用鸚鵡。(其實都是索羅用腹語術在說話)

## 旋律戰士技能
- 鳴弦

撥動弦發出響聲，可以嚇跑較弱小的怪物。
- 閃光

用箭矢劃過聖痕提升攻擊力，再射向敵人。
- 生物‧協奏曲

可以和機甲神駒同步，攻擊力和準確度也大幅度提升。適用於圈外的戰鬥。

## 出版書籍
| 冊數 | 角川書店       | 角川書店               |
| 冊數 | 發售日期       | ISBN                   |
| ---- | -------------- | ---------------------- |
| 1    | 2003年4月10日  | ISBN 978-4-04-713540-6 |
| 2    | 2003年4月10日  | ISBN 978-4-04-713541-3 |
| 3    | 2003年9月24日  | ISBN 978-4-04-713578-9 |
| 4    | 2004年4月27日  | ISBN 978-4-04-713621-2 |
| 5    | 2004年8月27日  | ISBN 978-4-04-713656-4 |
| 6    | 2004年12月21日 | ISBN 978-4-04-713690-8 |

## 電視動畫

### 製作人員
- 原作：GJK
- 企畫：GAINAX
- 監督：錦織博
- 監督補：大畑清隆
- 系列構成・脚本：榎戶洋司
- 角色設計：長谷川真也
- 怪獸設計：出淵裕
- 機械設定：吉成曜、宮尾佳和
- 艾巴機器概念：貞本義行
- 概念設定：片倉真二
- 動畫製作：J.C.STAFF
- 角色總作畫監督：和田崇
- 美術監督：小林七郎
- 撮影監督：福世晋吾
- 音樂：桑野聖、周防義和
- 音響監督：鶴岡陽太

### 主題曲
片頭曲「Will」
作詞 -  / 作曲 -  / 編曲 - Jun Yamazaki、鈴木daichi秀行 / 歌 - lisa
片尾曲（掌上之光）
作詞 -  / 作曲 -  / 編曲 - 、岡田徹 / 歌 - 
- 最終回（第24話）的ED。
- 本曲在第二十三集由飾演柴爾德‧多拉貢的梁興昌翻唱中文版本插入曲。

### 各話列表
除了最終回（第24話）以外，全都歸類於第○部內（全8部）。
| 話数 | 標題  | 標題 | 分鏡     | 演出            | 作畫監督                                     | 機械作画監督        |
| ---- | ----- | ---- | -------- | --------------- | -------------------------------------------- | ------------------- |
| 1    | 第1部 |      | 錦織博   | 三芳宏之        | 和田崇                                       | 加藤洋人            |
| 2    | 第1部 |      | 錦織博   | 高田耕一        | 佐野英敏、小澤郁 中矢雅樹、高石カズミ 和田崇 | 加藤洋人            |
| 3    | 第2部 |      | 大畑清隆 | 山田一夫        | 中矢雅樹、桝田邦章 高石カズミ                | 加藤洋人            |
| 4    | 第2部 |      | 大畑清隆 | 松本佳久        | 赤尾良太郎、中矢雅樹 桝田邦章                | 高石カズミ          |
| 5    | 第2部 |      | 大畑清隆 | 高島大輔        | 大木良一 矢上孝一                            | 高石カズミ          |
| 6    | 第3部 |      | 增井壯一 | 櫻美勝志        | 小澤郁 本村晃一                              | 高石カズミ          |
| 7    | 第3部 |      | 增井壯一 | 土屋日          | 田中正弥                                     | 高石カズミ          |
| 8    | 第3部 |      | 增井壯一 | 西村博昭        | 大河原晴男                                   | -                   |
| 9    | 第4部 |      | 宮尾佳和 | 三芳宏之        | 中矢雅樹 桝田邦章                            | 菊池聡延 高石カズミ |
| 10   | 第4部 |      | 宮尾佳和 | 浅見松雄        | 赤尾良太郎、矢上孝一 桝田邦章                | 高石カズミ          |
| 11   | 第4部 |      | 宮尾佳和 | 錦織博          | 本村晃一、中矢雅樹 桝田邦章、和田崇          | 高石カズミ          |
| 12   | 第5部 |      | 增井壯一 | 櫻美勝志        | 小澤郁                                       | 高石カズミ          |
| 13   | 第5部 |      | 增井壯一 | 松本佳久        | 佐野英敏                                     | 高石カズミ          |
| 14   | 第5部 |      | 增井壯一 | 小川浩司        | 桝田邦章、矢上孝一 赤尾良太郎                | -                   |
| 15   | 第6部 |      | 福田道生 | 高島大輔        | 松下清志                                     | 梶谷光春 高石カズミ |
| 16   | 第6部 |      | 福田道生 | 高田耕一        | 大塚舞                                       | -                   |
| 17   | 第6部 |      | 福田道生 | 浅見松雄        | 赤尾良太郎 古谷田順久                        | -                   |
| 18   | 第7部 |      | 橘秀樹   | 三芳宏之 錦織博 | 本村晃一                                     | 梶谷光春            |
| 19   | 第7部 |      | 橘秀樹   | 松本佳久        | 佐野英敏                                     | -                   |
| 20   | 第7部 |      | 橘秀樹   | 橘秀樹          | 中山由美                                     | -                   |
| 21   | 第8部 |      | 大畑清隆 | 高田耕一        | 本村晃一                                     | 梶谷光春 高石カズミ |
| 22   | 第8部 |      | 大畑清隆 | 松本佳久        | 亀井治                                       | 梶谷光春 高石カズミ |
| 23   | 第8部 |      | 大畑清隆 | 大畑清隆        | 加藤裕美 和田崇                              | 梶谷光春 高石カズミ |
| 24   |       |      | 錦織博   | 錦織博          | 長谷川眞也                                   | 梶谷光春            |

## 外部連結
- 動畫版《忘却的旋律》官方網頁 （页面存档备份，存于）（日語）
- GAINAX內的《忘却的旋律》動畫版介紹（日語）
- 緯來綜合台《忘卻的旋律》官網 （页面存档备份，存于）（繁體中文）